# 2023-as hegyi-karabahi offenzíva
A 2023-as hegyi-karabahi offenzíva a nemsokkal korábbi, 2020-as háború folytatása Azerbajdzsán és az Örményország által támogatott Hegyi-Karabah Köztársaság között, amely egy napig tartott, és azeri győzelemmel ért véget.
Azerbajdzsán hivatalosan terrorizmusellenes akciónak nevezte a Karabah elleni hadműveletet.
A korábban orosz közvetítéssel 2020 novemberében született örmény-azeri tűzszünet 2022-ben omlott össze és újabb fegyveres incidensekre került sor, továbbá megnőtt a feszültség Baku és Jereván között is. 2023-ban májusában az örmény kormány jóllehet megegyezésre törekszik Azerbajdzsánnal, így elismerte a Karabahot az ország részének, de a feszültség nem enyhült, sőt fokozódott, mialatt a Karabah teljesen elszigetelődött Örményországtól, mivel Laçın melletti folyosót az azeriek teljesen lezárták, amely a Karabah egyetlen kijárata volt Örményország felé.
Az örmény hadsereg a hazai követelések ellenére eddig nem avatkozott közbe, így az örmény-azeri államhatáron az örmény védelmi tárca közlése szerint nyugalom van. Azerbajdzsán továbbá kijelentette, hogy addig nem hagy fel a hadműveletekkel, amíg az örmény katonák el nem hagyják a térséget és a hegyi-karabahi köztársaság hatóságait fel nem oszlatják. Ráadásul Azerbajdzsán nem akarja valószínűleg az 1991 előtt autonómiát sem biztosítani a Karabahnak, legfeljebb oktatási és kulturális jogokat.

## Előzmények
A karabahi örmények először 1988-ban keltek fegyverre Azerbajdzsán ellen Örményország támogatásával, ami mindkét fél részéről súlyos etnikai tisztogatásokba torkollott. Ekkor került sor a Karabah, mint független állam kikiáltására, melyet Örményországon kívül nem ismert el egyetlen másik szuverén ország sem.
Az éveken át tartó határincidensek végül 2020-ban ismét háborúhoz vezettek, amelynek Azerbajdzsán volt a kezdeményezője. Ekkor az azeriek elfoglalták a Karabah síksági területeit. A felek ezután tűzszüneti megállapodást kötöttek egymással és 2000 orosz békefenntartót is vezényeltek a térségbe.
A legelső konfliktus óta eltelt évtizedek alatt Örményország és Azerbajdzsán igencsak eltérő utat jártak be. Örményországban gazdasági nehézségek, stagnálás, elmaradottság lett a jellemző, addig Azerbajdzsán gazdasága a szénhidrogének (kőolaj, földgáz) kitermeléséből származó jövedelmek révén fellendült és ez lehetővé tette a haderő fejlesztését is.
Örményország leginkább Oroszországgal ápolt jó kapcsolatokat, amely elrettentette a szomszédos Törökországot attól, hogy nagyobb erővel lépjen be a karabahi konfliktusba. Az Ukrajnával való szembenállás miatt orosz lekötöttség azonban lehetővé tette a törököknek az azeri fél fokozottabb támogatását, így történhetett meg, hogy török közreműködéssel több mint két és félezer szíriai zsoldos harcolhatott azeri oldalon a 2020-as háborúban is.
Az azeri háborús siker továbbá Alijev elnök hatalmának és az egypártrendszernek a megerősödését is maga után vonta Azerbajdzsánban. Alijev az Európai Unió felé is próbált nyitni, mivel Azerbajdzsán esetlegesen pótolhatná a kieső orosz nyersanyagokat.

## A harcok kezdete
Az azeri hadsereg az örményeket vádolja a harcok kirobbantásával, miszerint örmény fegyveres erők nyitottak tüzet az ő katonáikra Aghdam mellett. Az azeri védelmi minisztérium eddig úgy jellemezte az akciót, hogy lefegyverzik az örmény katonai erőket és semlegesítik az örmény katonai infrastruktúrát, valamint visszaszorítsák a nagyszabású provokációt a területen.
Sztepanakertben, a Karabah fővárosában heves harcok dúlnak, amelyben jelentések szerint civilek is megsérültek, míg az azeri fél állítása szerint csak katonai célpontokat támadtak. Az eseményekről felvételek is megjelentek a közösségi oldalakon.
Nikol Pasinján örmény miniszterelnök megvádolta Azerbajdzsánt, hogy az új konfliktusba Örményországot is bele akarja rángatni, továbbá akciójának célja a karabahi örmények elleni etnikai tisztogatás. A miniszterelnök közleményében állítja továbbá, hogy az azeriek örmény falvakat és városokat lőnek, közben utalást is tett arra, hogy hazájában egyesek államcsínyt szorgalmaznak.
Azerbajdzsán állítja, hogy a civilek számára nyitott folyósókat hagynak, hogy elemenkülhessenek, Alijev azeri miniszterelnök politikai tanácsadója, Hikmet Hajijev még olyan nyilatkozatot is tett, hogy az örmény lakosságot sms-ekben figyelmeztették a terrorellenes akció-ra. Az azeri állításokkal ellentétben felvételek tanúskodnak civil célpontokat is ért találat, továbbá a harcok első két napjában több tucatnyi civil halt illetve sebesült meg. Az azeri támadások során Sztepanakert polgármestere, Martuni Aznavur Szagján is meghalt. Válaszképp az azeri főügyészség olyan nyilatkozatot tett közzé, miszerint az örményektől még 2020-ban elfoglalt Sushát az örmény fél lőtte nagykaliberű fegyverekkel, kioltva egy civil életét.
Nikol Pasinján tagadja, hogy az örmény hadsereg részt venne a folyamatban levő konfliktusban, viszont kijelentette, hogy az örmény hadsereg figyelemmel fogja kísérni a helyzetet, de nem lépi át a határt. A bejelentést követően nem sokkal Jerevánban hatalmas demonstráció kezdődött, amely azonnali katonai beavatkozást követel. Valószínű ugyanakkor, hogy az örmény diaszpóra is az Azerbajdzsán elleni fegyveres fellépés mellett fog állást foglalni, amelynek komoly gazdasági befolyása van és korábban jelentős összegekkel támogatta a karabahi gazdaság fejlesztését. Pasinján jelentős mértékben kivívta mind a hazai, mind a külhoni örménység nemtetszésétt azzal, hogy már 2020 óta békére törekszik Bakuval.
Az örmények esélyei a katonai sikerre egyelőre alacsonyak, lévén az azeri hadsereg jelentős fejlesztéseken esett át a közelmúltban. Azerbajdzsán jelentős támogatást élvez Törökország, sőt Izrael részéről is. Örményország korábbi fő szövetségesét, Oroszországot az ukrajnai háború köti le.
A háború további eszkalálódásának lehetősége egyelőre kérdéses, mivel számtalan alternatíva felmerült, lévén több nagyhatalmi és más környező országok (így Irán) érdekei is fontos szerepet játszanak illetve játszhatnak a kérdésben.
A folytatódó azeri offenzíva során egy orosz katonai bázis is teljesen megsemmisült. A támaszpontot még a 2020-as háború után létesítették, ahol békefenntartók állomásoztak. Ezek a egységek most egy sztepanakerti légibázisra vonultak vissza. A karabahi örmény csapatok védelmi állásai ezalatt sorjában omlottak össze, mivel az állam gyengén felszerelt hadserege tehetetlen, Örményország pedig nem avatkozik be. Ez pedig Örményországban felkavarta az indulatokat, ahol már a 2020-as Pasinján kormányát tették felelőssé és az ellenzék emiatt próbálta már eltávolítani székéből az elnököt.
Az örmények az ENSZ Biztonsági Tanácsának segítségét, továbbá a helyben állomásozó orosz békefenntartók beavatkozását kérték. Azerbajdzsán azonban a nemzetközi felszólítások ellenére sem kívánja leállítani az offenzívát, sőt addig szándékozik folytatni, amíg az örmények Karabahban le nem teszik a fegyvert. Alijev azeri miniszterelnök azt is hozzátette, hogy az eddigi párbeszédre való felhívásokat a karabahi örmények utasították vissza.

## A harcok vége
Azerbajdzsán rekord idő alatt ért el jelentős sikert, mivel a karabahi örmény fegyveresek képtelenek voltak az azeri hadsereg feltartóztatására, ezért kapituláltak.
A gyors siker oka az azeri hadsereg jól felkészültsége, amely néhány óra alatt áttörte a karabahi védelmi vonalakat és elfoglalta a legfontosabb közlekedési csomópontokat. Örmény részről is kialakult az a belátás, hogy a Hegyi-Karabah, mint de facto független állam immár megszűnik. Az újabb tűzszüneti egyezmény értelmében kivonják Karabahból Örményország hadseregének még ott tartózkodó egységeit, lefegyverzik és feloszlatják a karabahi örmény fegyveres erőket és megkezdik az Azerbajdzsánba történő reintegrációt.
A háború alatt mind az azeri, mind az örmény fél kisebb incidensbe bonyolódott az orosz békefenntartókkal, amely néhány orosz katona halálát okozta. Dzsanjatag településnél az azeriek tévedésből nyitottak tüzet egy megfigyelőállásról visszatérő öt orosz katonára, akik mind életüket vesztették. Egy másik incidensben egy orosz békefenntartó halt meg, amelynek konvojára az örmények lőttek rá szintén tévedésből.
Hogy a tűzszüneti megállapodás érvényes vagy érvényben marad azzal kapcsolatban még sok a bizonytalanság. Örmény részről ugyanis elhangzottak állítások, hogy a tűzszünetet az azeriek megsértették és humanitárius válság jelei is mutatkoznak.

## Hegyi-Karabah további sorsa

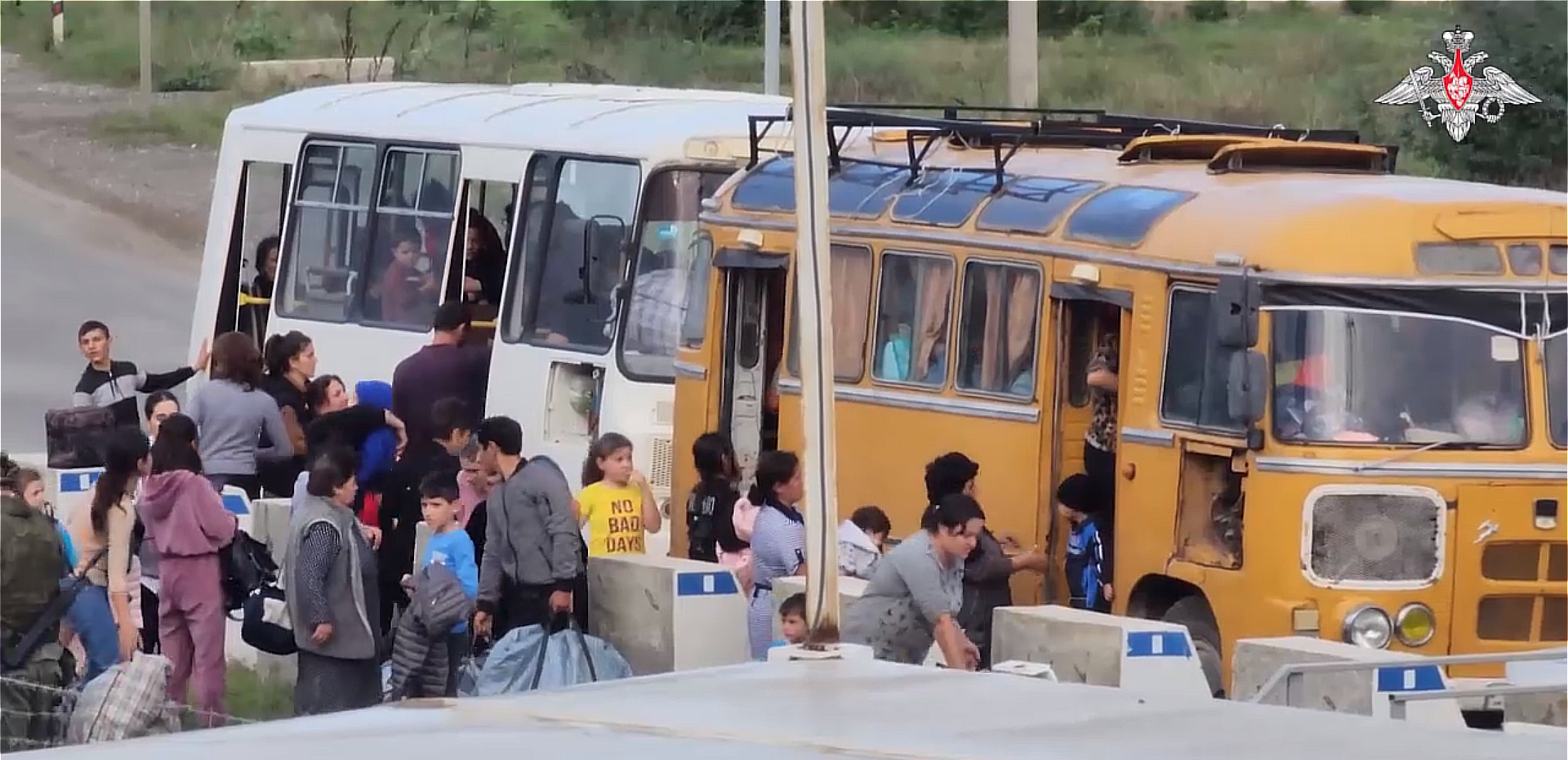
hegyi-karabahi menekültek 2023 szeptemberében

A térség sorsa rendkívül bizonytalannak látszik és az Azerbajdzsánba történő visszaintegrálás is sok kérdést vet fel. A két fél a tűzszünet megsértésével kölcsönös vádolja egymást és a maga részéről tagadja ennek lehetőségét. A még létező karabahi örmény hatóságok felszólították a lakosságot, hogy maradjanak az óvóhelyeken.
A jevlakh-i tárgyalásokról egyelőre nincs hivatalos nyilatkozat, míg a karabahi örmény fél a tényleges fegyverletétel előtt biztosítékot követel. A feszültség nem látszik enyhülni, míg a karabahi örmények részéről kezd eluralkodni a pánik és az örmény vezetők etnikai tisztogatásoktól tartanak, s Davit Babaján, Sahramanján elnök tanácsadója is hangsúlyozta egyelőre még nincs végleges megállapodás. Az örmény fél továbbra is az orosz békefenntartóktól várja a helyi lakosság megvédését az esetleges azeri atrocitásoktól.
Annak ellenére, hogy az azeri vezetés minden magát megadó örmény fegyveresnek amnesztiát ígért, néhány nap alatt több ezren menekültek el Örményországba. A következő néhány napon a menekülők egyre többen lettek, az örmény kormány állítása szerint az ország lakosságának túlnyomó része –  több mint százezer ember – menekült el a lakóhelyéről Örményországba.

## Nemzetközi reakciók
Franciaország határozottan elítélte az azeri katonai akciót és felszólította Bakut, hogy hagyjon fel a támadásokkal és tartsa tiszteletben a nemzetközi jogokat, mert a támadás elfogadhatatlan, ezért az ENSZ Biztonsági Tanácsának összehívását is sürgeti.
Oroszországot néhányan megvádolták, hogy előre tudott a készülő azeri támadásról, ám ezt a külügyi szóvivő Marija Zaharova tagadta és közleményében kifejtette, hogy országát aggasztja a konfliktus esetleges további eszkalációja. Dmitrij Medvegyev Oroszországi Föderáció Biztonsági Tanácsának elnöke továbbá kijelentette, hogy Oroszország nem fogja megvédeni Örményországot egy esetleges azeri offenzívától, továbbá bírálta Pasinján miniszterelnököt is. Akadnak vélemények, amelyek lehetségesnek tartják, hogy Oroszország jó előre tudott a készülő azeri támadásról, viszont azt szeretné, hogy a velük szembefordult Pasinján megbukjon Örményországban és visszatérjenek az ország élére azok a politikai erők, amelyek egykor határozottan oroszbarát irányvonalat képviseltek.
Az Európai Tanács elnöke Charles Michel is elítélte az azeri katonai fellépést és a közösségi médiában közzétett bejegyzésén keresztül szólított fel annak beszüntetésére.
A német külügyminiszter, Annalena Baerbock megvádolta Azerbajdzsánt, hogy megszegte korábbi ígéretét, miszerint nem folyamodók katonai erő bevetéséhez a továbbiakban a Hegyi-Karabahban.
Törökország eleinte nem nyilatkozott az ügyben. Később Recep Tayyip Erdoğan a jevlakh-i tűzszünet megkötését követően nemsokkal azt mondta Alijevnek, hogy hazája „teljes szívvel támogatja” Azerbajdzsánt.
Vlagyimir Putyin orosz elnök hangsúlyozta, hogy biztosítani kell a karabahi örmények jogait.
Az Európai Unió külügyi és biztonságpolitikai főképviselője, Josep Borrell szerint Azerbajdzsán felelős biztosítani a karabahi örmények jogait és megóvni őket az atrocitásoktól valamint megkülönböztetésektől. Borrell egy közös nyilatkozatot indítványozott, amely az összes tagállam részéről szólt volna Azerbajdzsánnak, hogy a bakui kormány tegye lehetővé a humanitárius segítség azonnali és akadálytalan eljutását a Karabahba, s nyissák meg újra az erre szolgáló folyosót. Továbbá felszólítanák mindkét felet a függőben levő kérdések tisztázására a békekötés érdekében. A nyilatkozatot azonban (egyedüliként) Magyarország megvétózta. Szijjártó Péter külgazdasági és külügyminiszter azzal magyarázta a magyar lépést, hogy a nyilatkozatot illetően nem volt konszenzus a tagállamok között, s többen is tettek észrevételeket, a Borrell-féle javaslat viszont túl egyoldalú.